# Huelva (tartomány)
Huelva tartomány (spanyolul provincia de Huelva, IPA: [ˈwelβa] kiejtéseⓘ) közigazgatási egység Spanyolország déli részén, Andalúzia autonóm közösségben. Székhelye Huelva. Több mint 520 000 (2012) lakosának bő 30%-a tartomány nevét adó székhelyen lakik, mely a Costa de la Luz középpontjánál, a Tinto és Odiel folyóknál terül el.

## Földrajz
Huelva tartomány Andalúzia legnyugatibb tartománya. Területe 10 128 km². Északról Badajoz tartomány (Extremadura autonóm közösség), keletről  Sevilla tartomány (Andalúzia), délről az Atlanti-óceán, nyugatról pedig Faro és Beja kerület (Portugália) határolja. Keleti határán a Guadiamar völgye fut, nyugatról, Portugália felől pedig az Ibériai-félsziget leghosszabb folyója a Guadiana a határfolyó. 
A déli része, a Costa de la Luz és a part menti terület síkvidék, nyugatról, a Guadiana mögül azonban az Ibériai-középhegység Dél-Portugál Zónája, a Sierra Morena nyúlik át területére és veszi körbe El Picótól kezdve észak-északkelet felől. (E terület a Pulo do Lobo, és egy zuhatagról kapta a nevét.)
A Tinto és Odiel folyók összefolyásánál lévő torkolat páratlanul biztonságos és jó fekvéséről tanúskodik Kolumbusz emlékhelye, melytől keletre a Guadiamar folyóig tart az UNESCO világörökség Doñana Nemzeti Park, Európa egyik legfontosabb természeti rezervátuma.

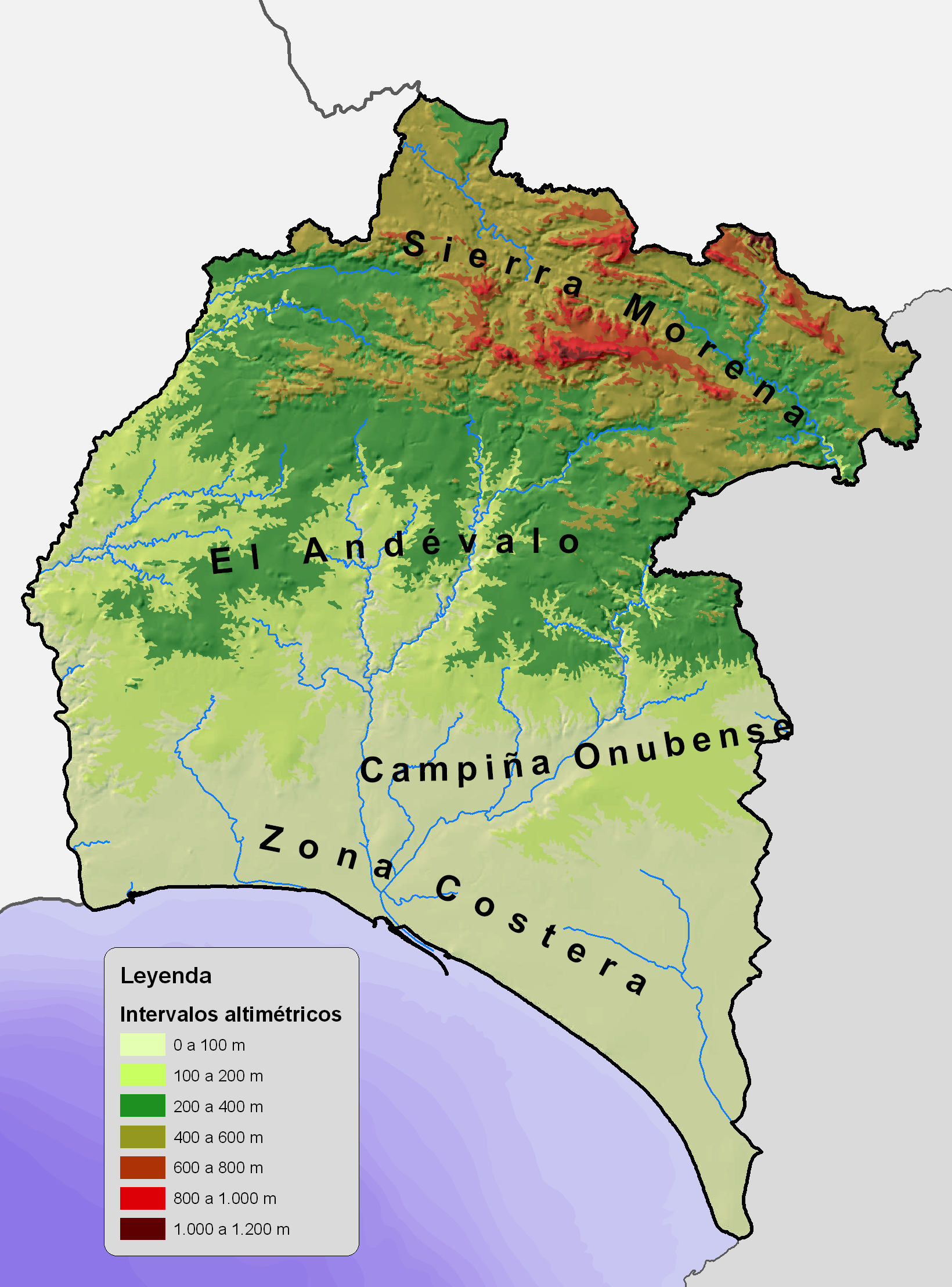
Domborzati térkép
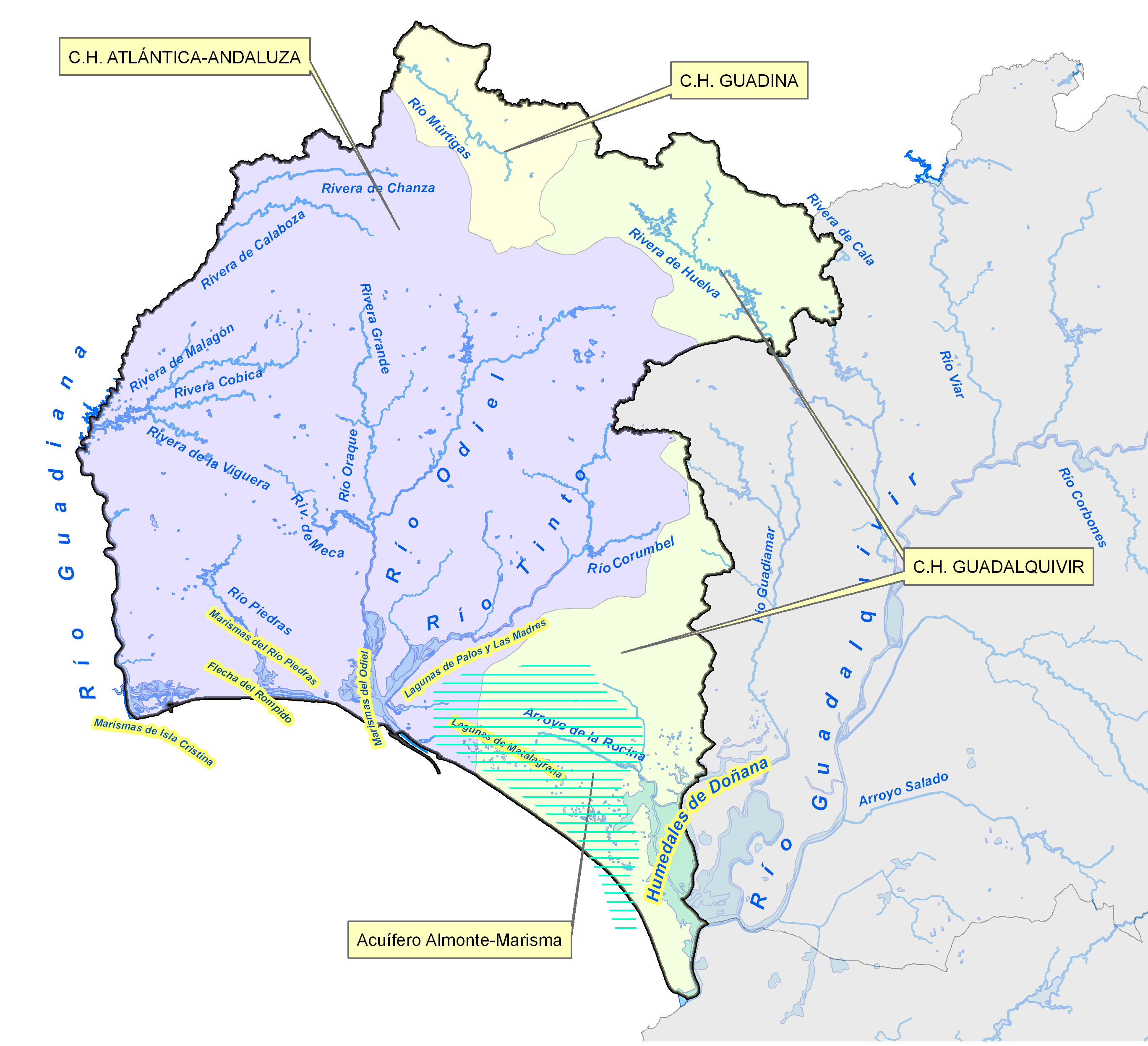
Folyók

## Történet
A Gibraltári-szoros közelében lévő, röghegyi barlangokkal, folyókkal sűrűn ellátott tartomány ideális hely volt már az utolsó eljegesedési maximum előtt is az embernek, bár eddig főleg, mint az Ibériai-félsziget nagy részében az epi-gravetti korszak leletei kerültek elő. Az Odiel és Tinto közötti ősi közlekedőút minden településén láthatók azonban a megalitikus temetkezési helyek (dolmenek) és más epi-gravetti leletek, ez egészen a tartesszoszi kultúráig végigkövethető. A föníciaiak Baal erődjének hívták a székhelyet, innen alakult ki a melléknévként mai napig használt Onuba és Osonuba (ma a portugál Faro (am. világítótorony) név is. Ezen a néven Huelva város és Niebla a mór időkben is megőrizte jelentőségét.
Amerika felfedezése után azonnal bekövetkezett az arany és más fémek hatalmas importja a Cádizi-öbölbe, ám leáldozott a gyarmati időknek és miután Spanyolország kiesett a világ legfejlettebb gazdaságai köréből, ismét el kellett indulnia a belföldi iparosodás útján. A Riotinto és más cégekben megnyilvánuló angol befektetők alapvető részévé váltak a területnek. A spanyol polgárháborút követő több évtizedes diktatúra nem segítette a gazdaság versenyképes fejlődését, ezt is érinti az 1956-ban Nobel-díjat nyert Juan Ramón Jiménez költészete.
A gazdaság modernizálása például a vegyiparban vagy a mezőgazdaságban csak az 1960-as évek végén tudott lassan-lassan megindulni. A diktatúra után évtizedben lassan-lassan megindult Spanyolország európai integrációja és ez jót tett a külkereskedelemnek. A vízi forgalom mellett fontos, hogy a régiók közötti utak is folyamatosan fejlődnek például a Lisszabon-Sevilla-Mérida háromszögben új híd épült a Chanza folyón, és Zalamea la Real felől is pótlásra kerül az a gyorsforgalmi út, ami végső soron közvetlenebbül az E90-re köti a tartományt.
Az elmúlt években a Costa de la Luz és az olcsó repülés népszerűsége (Sevilla, Faro) megnőtt, így főleg a székhely és a Guadiana között az olyan helyeken, mint Isla Cristina, vagy Ayamonte növekedésnek indult az idegenforgalom.

## Járások

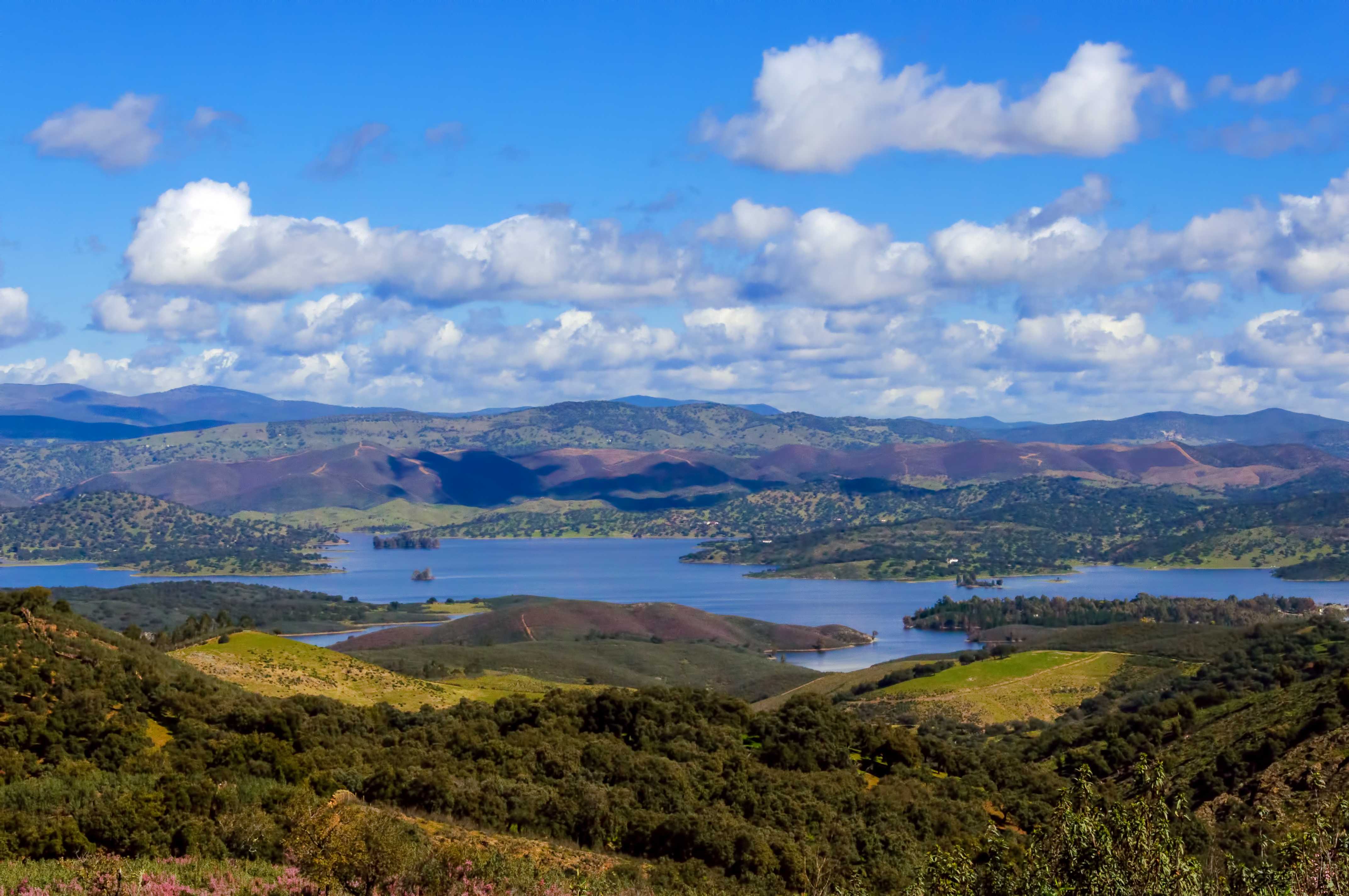
Aracena-víztározó

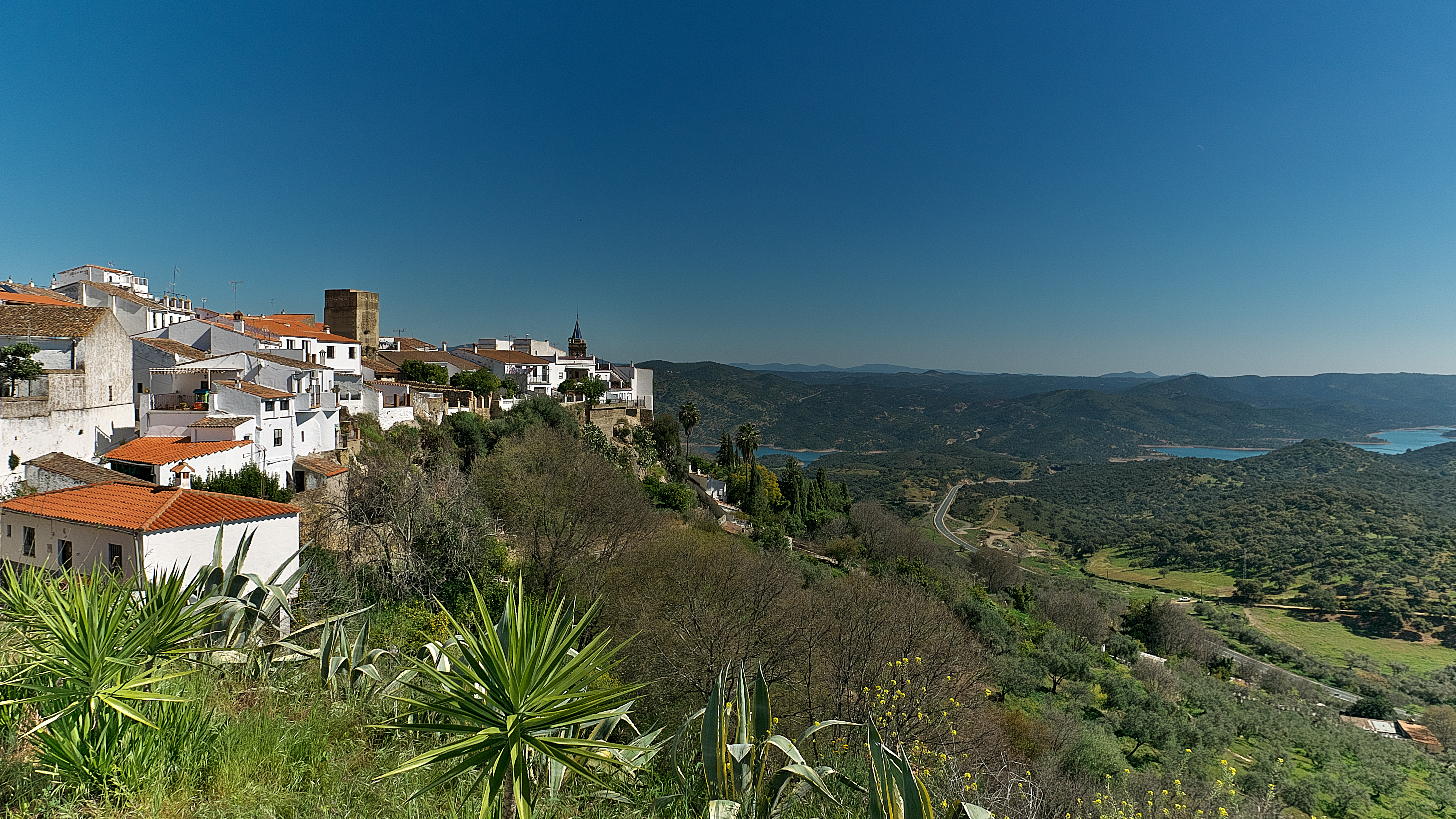
Zufre

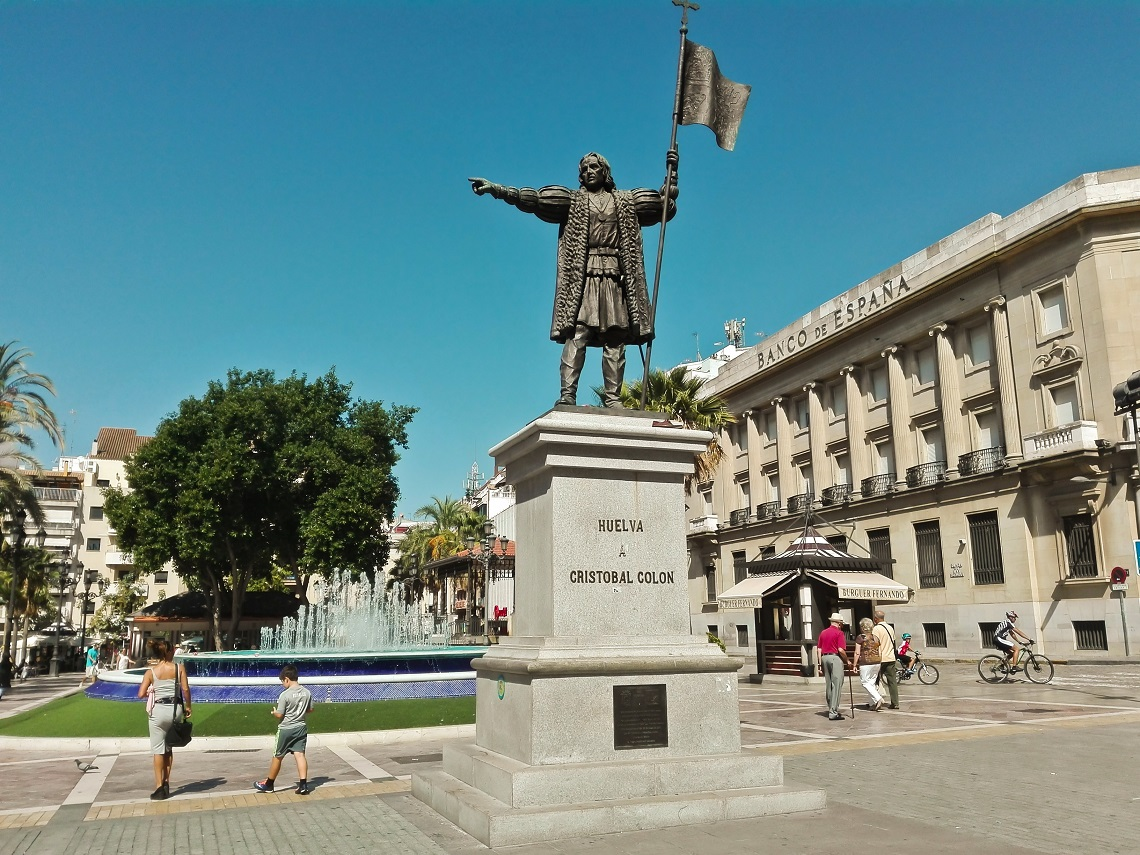
Kolumbusz szobra és a Banco de España épülete Huelvában

A tartomány 6 járásra oszlik.
| Név                           | Községek száma | Lakosság (fő, 2022) | Terület (km²) | Népsűrűség (fő/km²) | Székhely            |
| ----------------------------- | -------------- | ------------------- | ------------- | ------------------- | ------------------- |
| Costa Occidental járás        | 6              | 96.186              | 690,81        | 139                 | Lepe                |
| Cuenca Minera járás           | 7              | 15.180              | 626,21        | 24                  | Minas de Ríotinto   |
| El Andévalo járás             | 15             | 37.870              | 2.503,03      | 15                  | Valverde del Camino |
| El Condado járás              | 16             | 103.841             | 2.449,90      | 42                  | Almonte             |
| Metropolitana de Huelva járás | 7              | 237.687             | 850,29        | 280                 | Huelva              |
| Sierra de Huelva járás        | 29             | 37.999              | 3.007,75      | 13                  | Aracena             |
| Összesen                      | 80             | 528.763             | 10.127,99     | 52                  |                     |

## Községek
| - Aljaraque - Almonaster la Real - Almonte - Alosno - Alájar - Aracena - Aroche - Arroyomolinos de León - Ayamonte - Beas - Berrocal - Bollullos Par del Condado - Bonares - Cabezas Rubias - Cala - Calañas - Campofrío - Cartaya - Castaño del Robledo - Cañaveral de León | - Chucena - Corteconcepción - Cortegana - Cortelazor - Cumbres Mayores - Cumbres de Enmedio - Cumbres de San Bartolomé - El Almendro - El Campillo - El Cerro de Andévalo - El Granado - Encinasola - Escacena del Campo - Fuenteheridos - Galaroza - Gibraleón - Higuera de la Sierra - Hinojales - Hinojos - Huelva | - Isla Cristina - Jabugo - La Granada de Río-Tinto - La Nava - La Palma del Condado - Lepe - Linares de la Sierra - Los Marines - Lucena del Puerto - Manzanilla - Minas de Ríotinto - Moguer - Nerva - Niebla - Palos de la Frontera - Paterna del Campo - Paymogo - Puebla de Guzmán - Puerto Moral - Punta Umbría | - Rociana del Condado - Rosal de la Frontera - San Bartolomé de la Torre - San Juan del Puerto - San Silvestre de Guzmán - Sanlúcar de Guadiana - Santa Ana la Real - Santa Bárbara de Casa - Santa Olalla del Cala - Trigueros - Valdelarco - Valverde del Camino - Villablanca - Villalba del Alcor - Villanueva de las Cruces - Villanueva de los Castillejos - Villarrasa - Zalamea la Real - Zufre |

### Legnagyobb települések

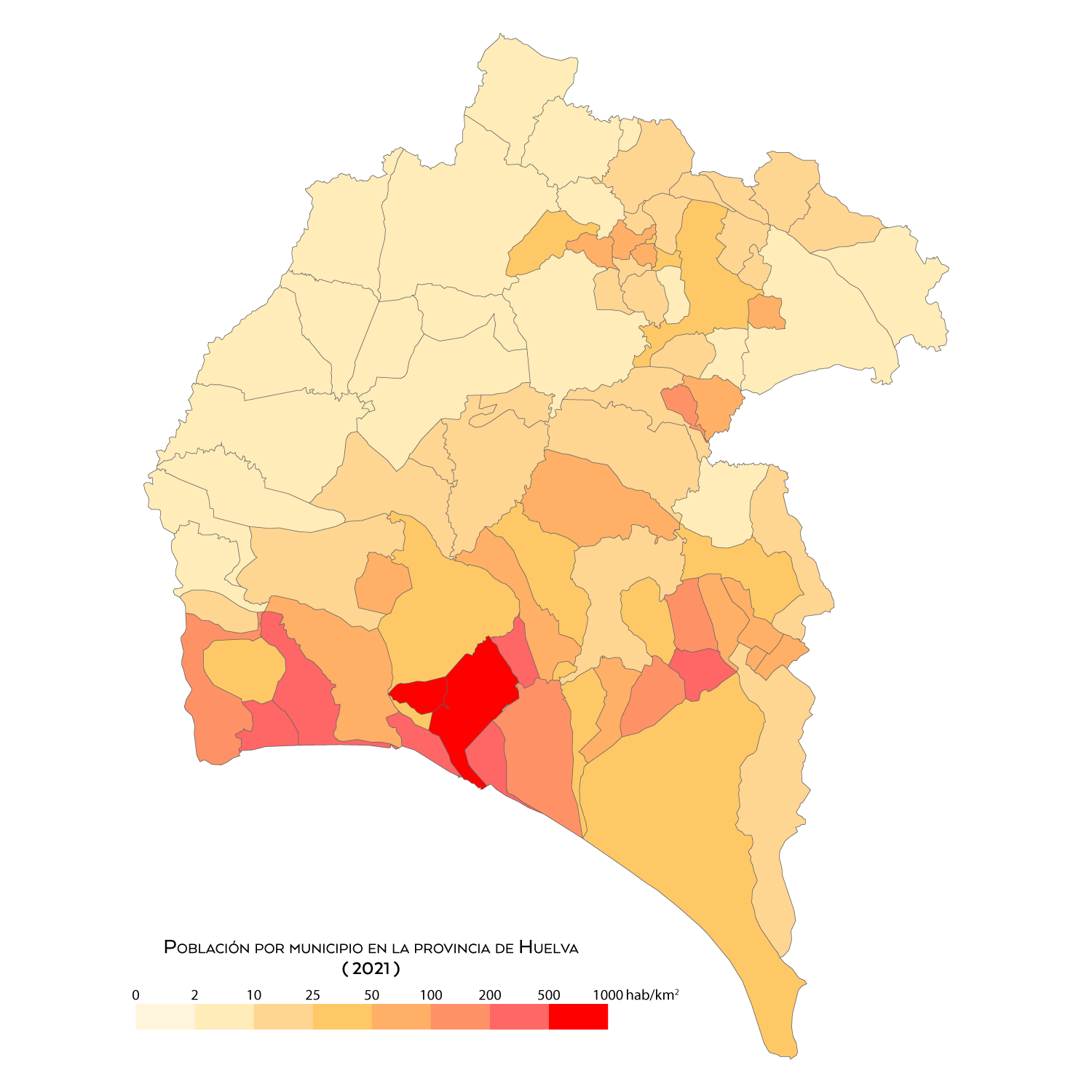
Huelva tartomány népsűrűségi térképe

A következő 14 város lakossága nagyobb tízezer főnél:
|     | Község                    | Lakosság (fő, 2022) |
| --- | ------------------------- | ------------------- |
| 1.  | Huelva                    | 141.854             |
| 2.  | Lepe                      | 28.617              |
| 3.  | Almonte                   | 25.448              |
| 4.  | Moguer                    | 22.643              |
| 5.  | Aljaraque                 | 22.078              |
| 6.  | Ayamonte                  | 21.725              |
| 7.  | Isla Cristina             | 21.523              |
| 8.  | Cartaya                   | 20.717              |
| 9.  | Punta Umbría              | 16.167              |
| 10. | Bollullos Par del Condado | 14.293              |
| 11. | Gibraleón                 | 12.930              |
| 12. | Valverde del Camino       | 12.721              |
| 13. | Palos de la Frontera      | 12.483              |
| 14. | La Palma del Condado      | 10.770              |

A legkisebb község Cumbres de Enmedio (Sierra de Huelva járás) 59 lakossal.

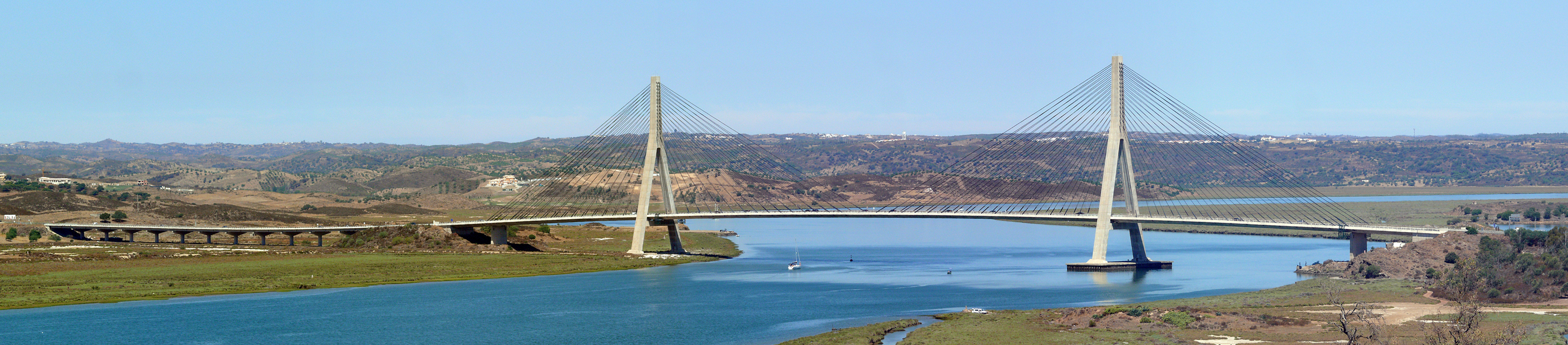
A Guadiana nemzetközi híd a Guadiana határfolyón Ayamonte mellett

## Fordítás
Ez a szócikk részben vagy egészben  a   Província de Huelva című katalán Wikipédia-szócikk fordításán alapul.  Az eredeti cikk szerkesztőit annak laptörténete sorolja fel. Ez a jelzés csupán a megfogalmazás eredetét és a szerzői jogokat jelzi, nem szolgál a cikkben szereplő információk forrásmegjelöléseként.